# Романи, Адель
Адель Романи (фр. Adèle Romany; имя при рождении: Жанна Мари Мерсье; 7 декабря 1769[…], Париж — 7 июня 1846, Париж) — французская художница.

## Биография
Родилась в 1769 году в Париже. В юности заключила брак с художником Франсуа Антуаном Романи, но спустя недолгое время развелась с ним, воспользовавшись правом, предоставленным Французской революцией. Однако, даже расставшись с мужем, сохранила интерес к искусству и стала учиться живописи сама — под руководством Жана-Батиста Реньо. В 1793 году, будучи ещё ученицей Реньо, впервые выставила свои работы на Парижском салоне.
В течение следующих сорока лет, с 1793 по 1833 год, участвовала в Салонах регулярно, выставив, в общей сложности, более 80 работ; в 1808 году получила медаль салона второй степени. Работы Романи, выполненные в стиле ампир, отличались при этом особой, узнаваемой и лёгкой манерой. На протяжении нескольких десятилетий, и особенно в период Первой империи, Адель Романи оставалась одной из самых известных и востребованных художниц своего поколения.
Романи скончалась в Париже в 1846 году в собственном доме, который приобрела на лично заработанные средства, и была похоронена на 14-м участке кладбища Пер-Лашез. Её средних размеров капитал, оставшийся после смерти, составлял 8 000 франков.
До сих пор неизвестно, почему художница, столь востребованная при жизни и обладавшая ярко выраженным собственным стилем, была в дальнейшем на долгие годы полностью забыта. В то же самое время её подруга и конкурентка Элизабет Виже-Лебрен (портрет которой был написан Романи) всегда сохраняла в глазах потомков свой высокий статус. Долгие годы работы художницы в основном хранились в провинциальных музейных собраниях США и Франции, и только во второй половине XX века, на фоне подъёма интереса к творчеству женщин, началось повторное открытие и изучение творчества Романи.

## Галерея

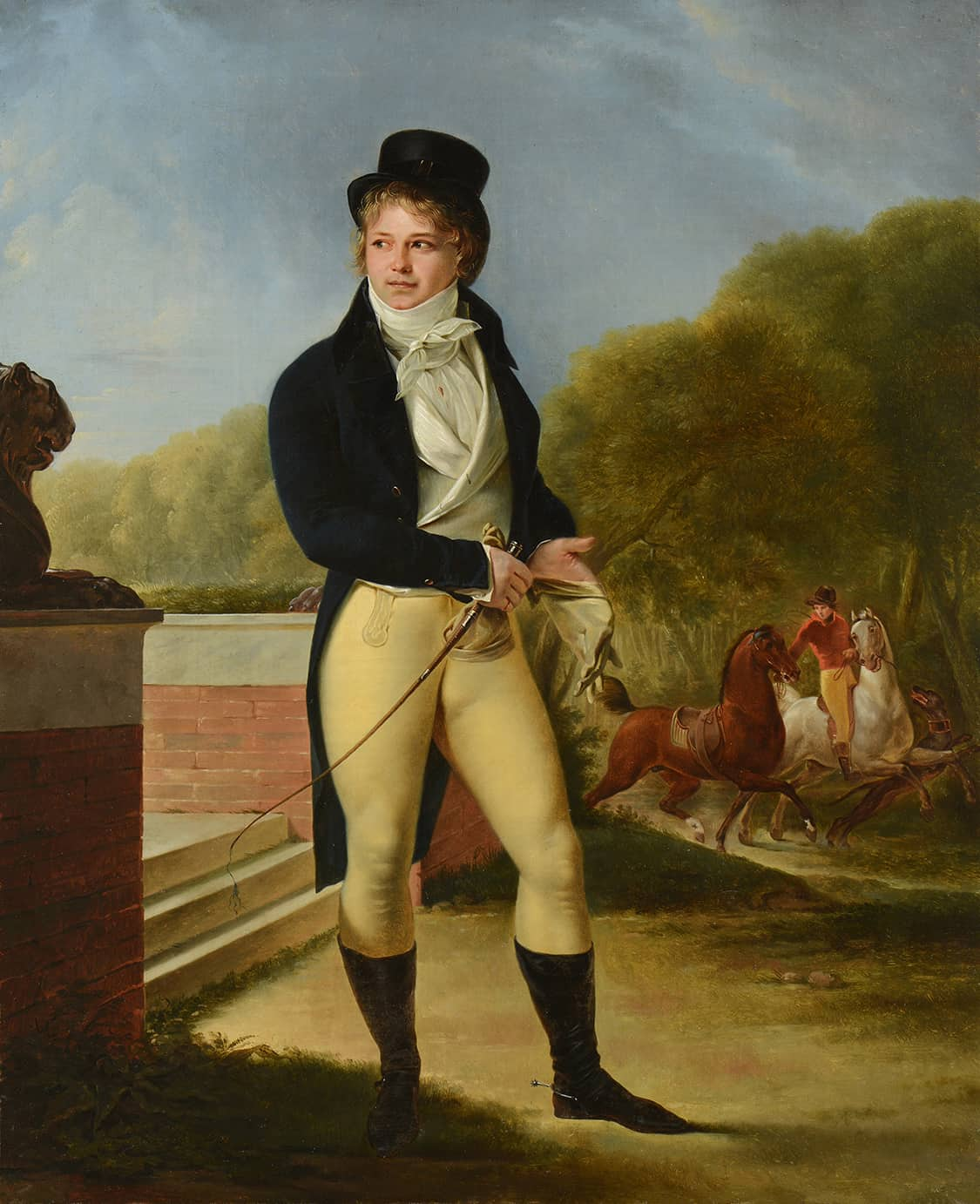
Портрет Жозефа Гийома де Поля (1769—1842), ок. 1805.
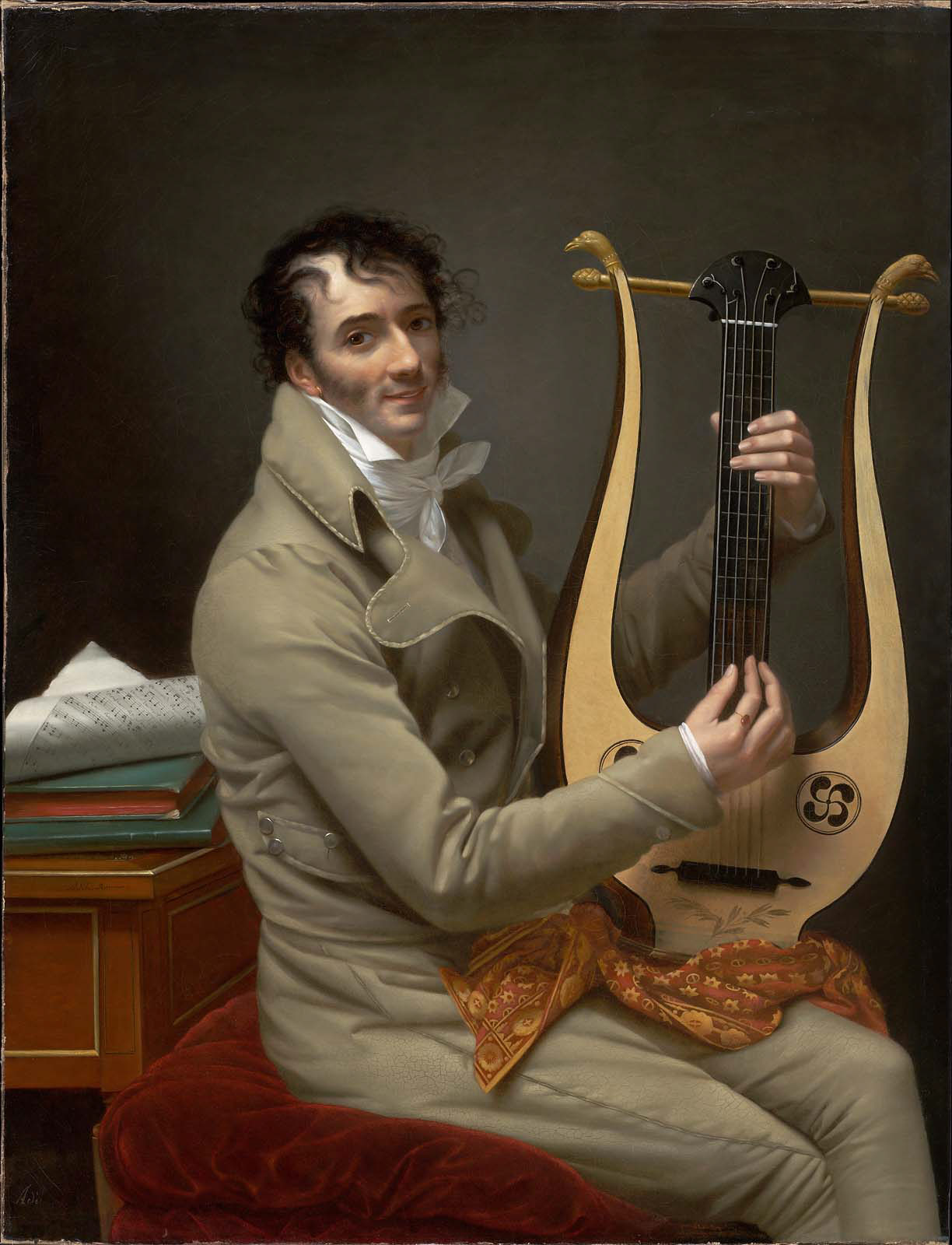
Портрет Жозефа Доминика Фабри-Гара, ок. 1808, Музей изящных искусств (Бостон)
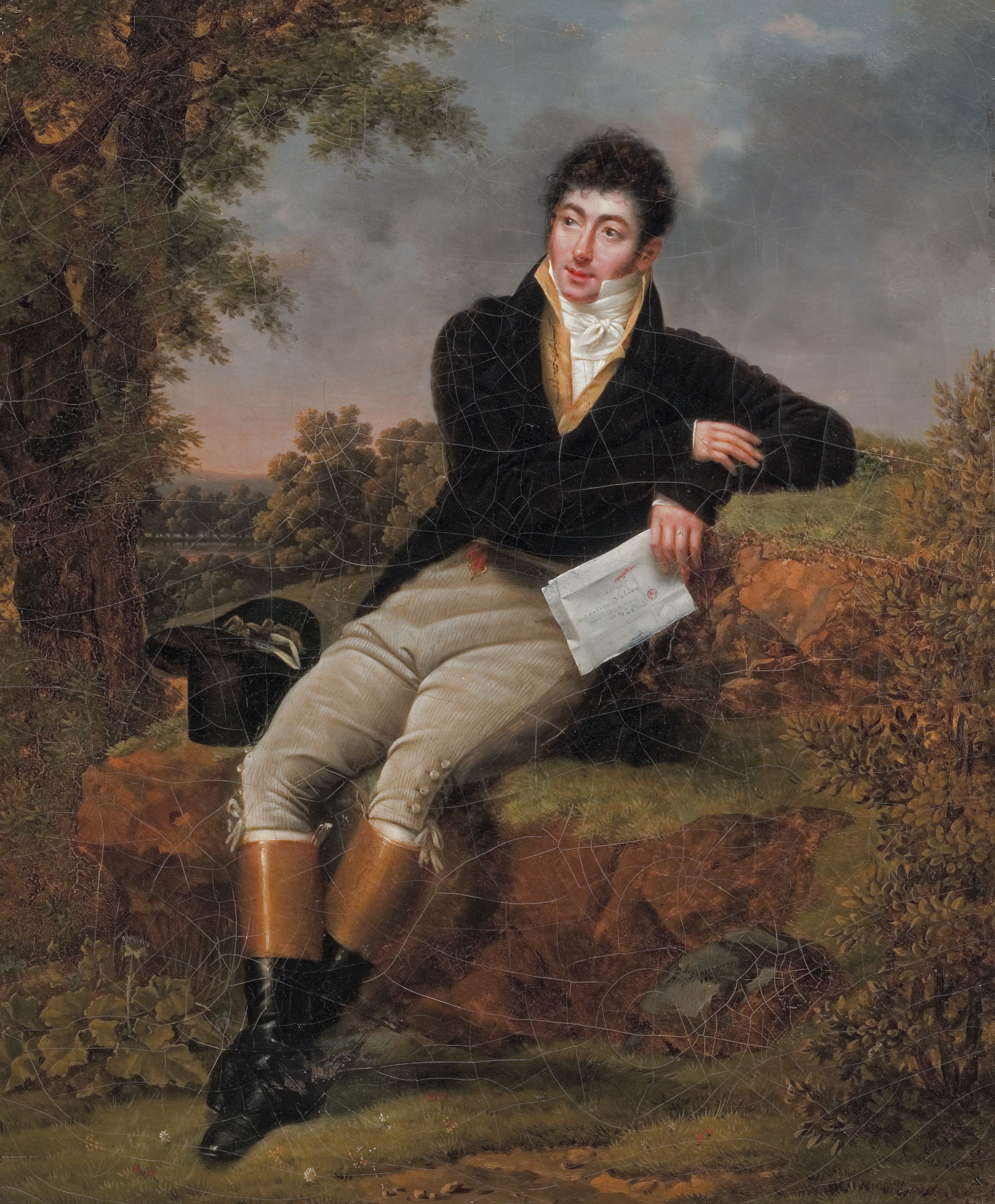
Портрет Антуана Валедо (1777—1836), 1809, Музей Фабра, Монпелье
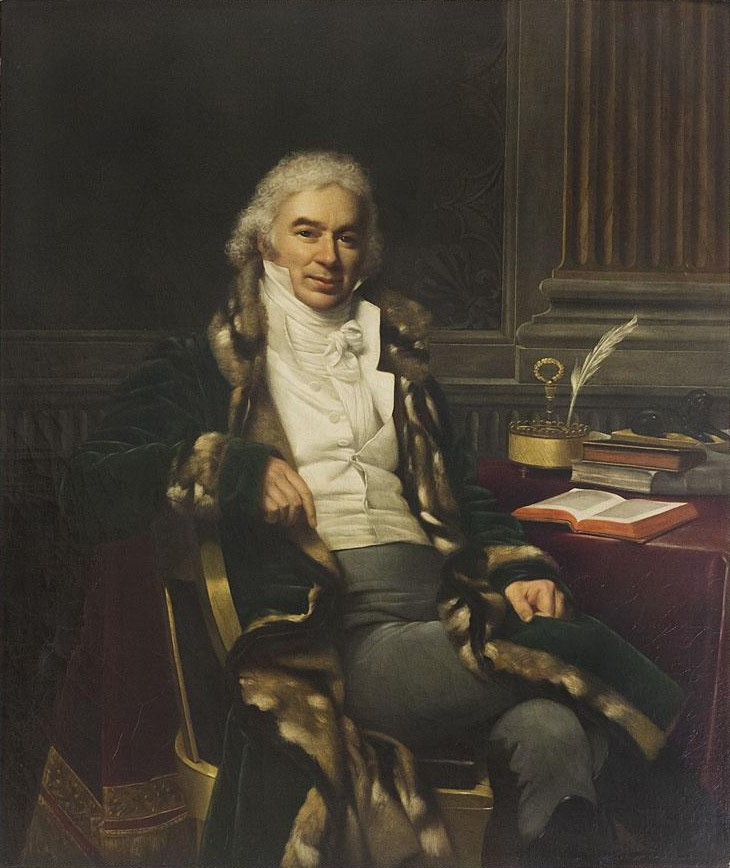
Портрет артиста Флери, 1818, Библиотека-музей театра Комеди Франсез, Париж
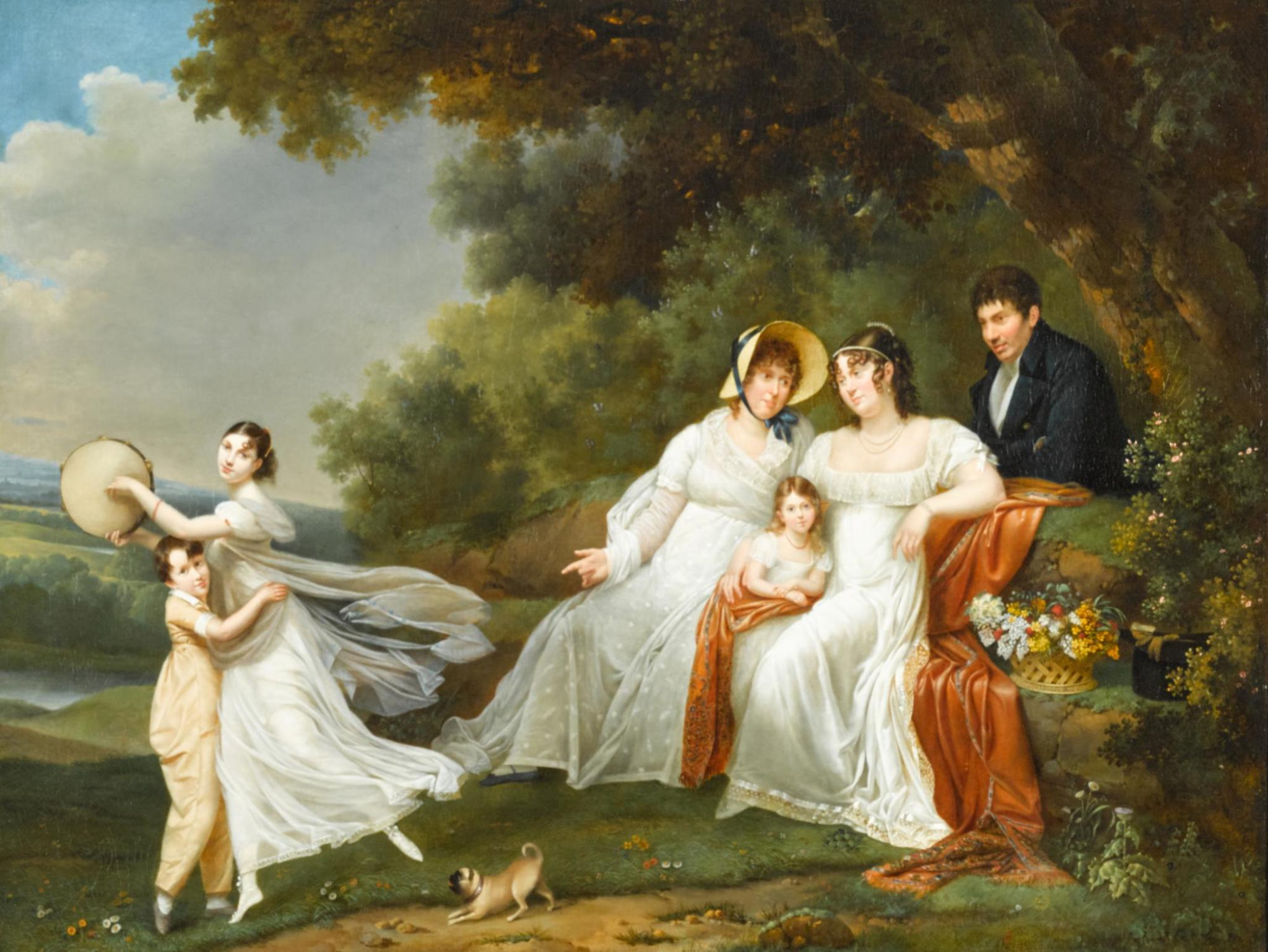
Семейный портрет на фоне пейзажа
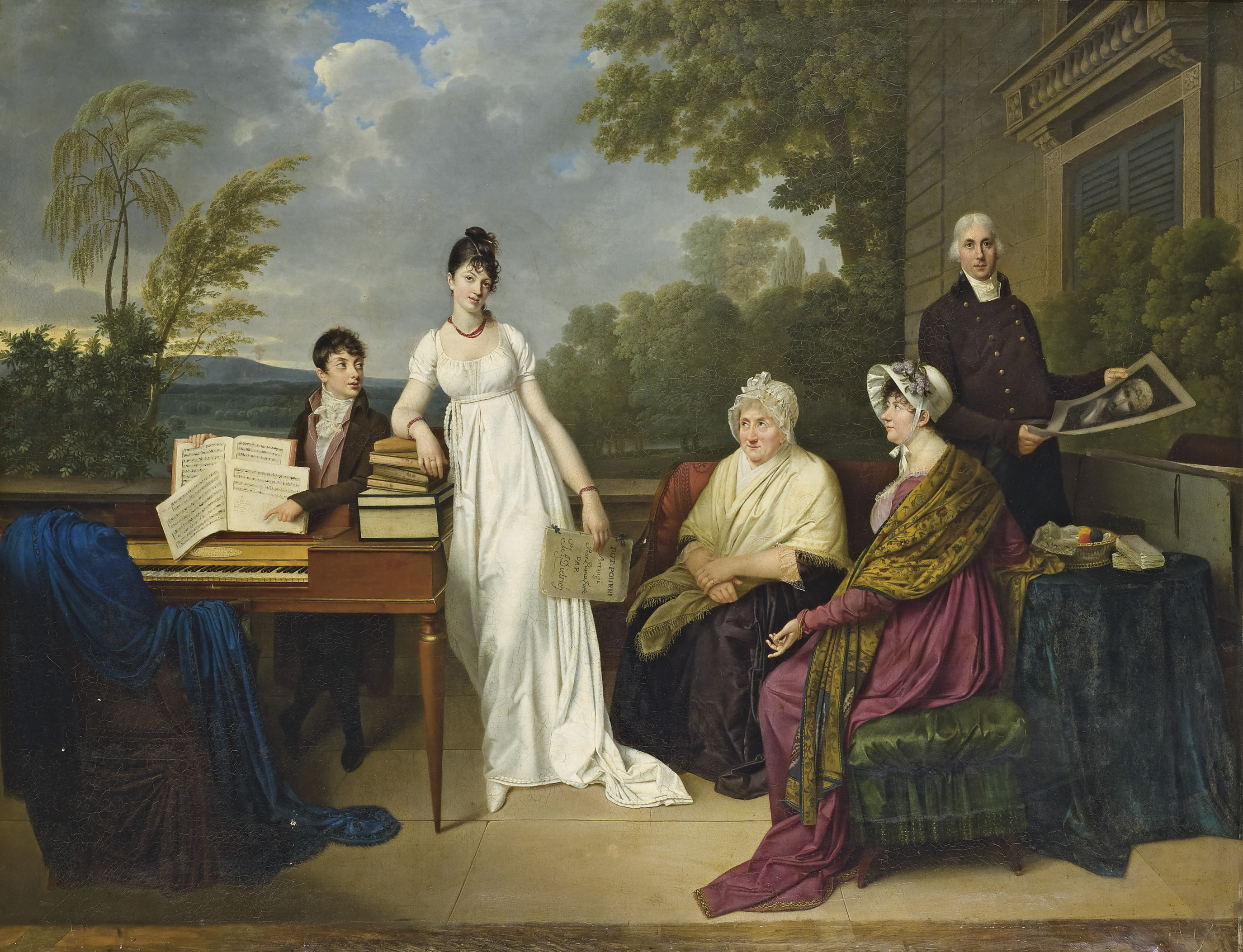
Портрет семьи Понтуа (родственников художницы), 1804
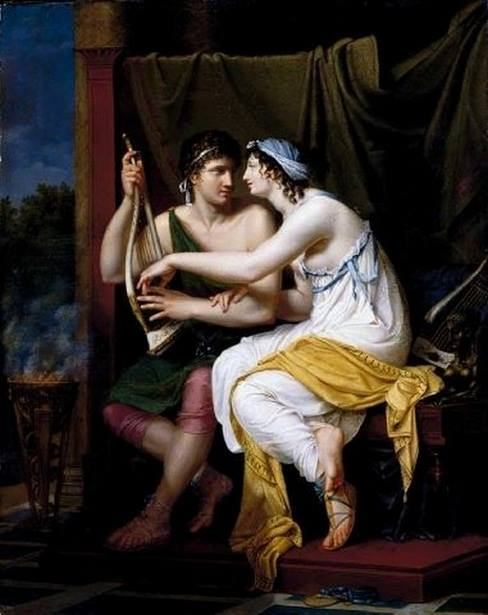
Влюблённые, играющие на лире, 1802, частное собрание
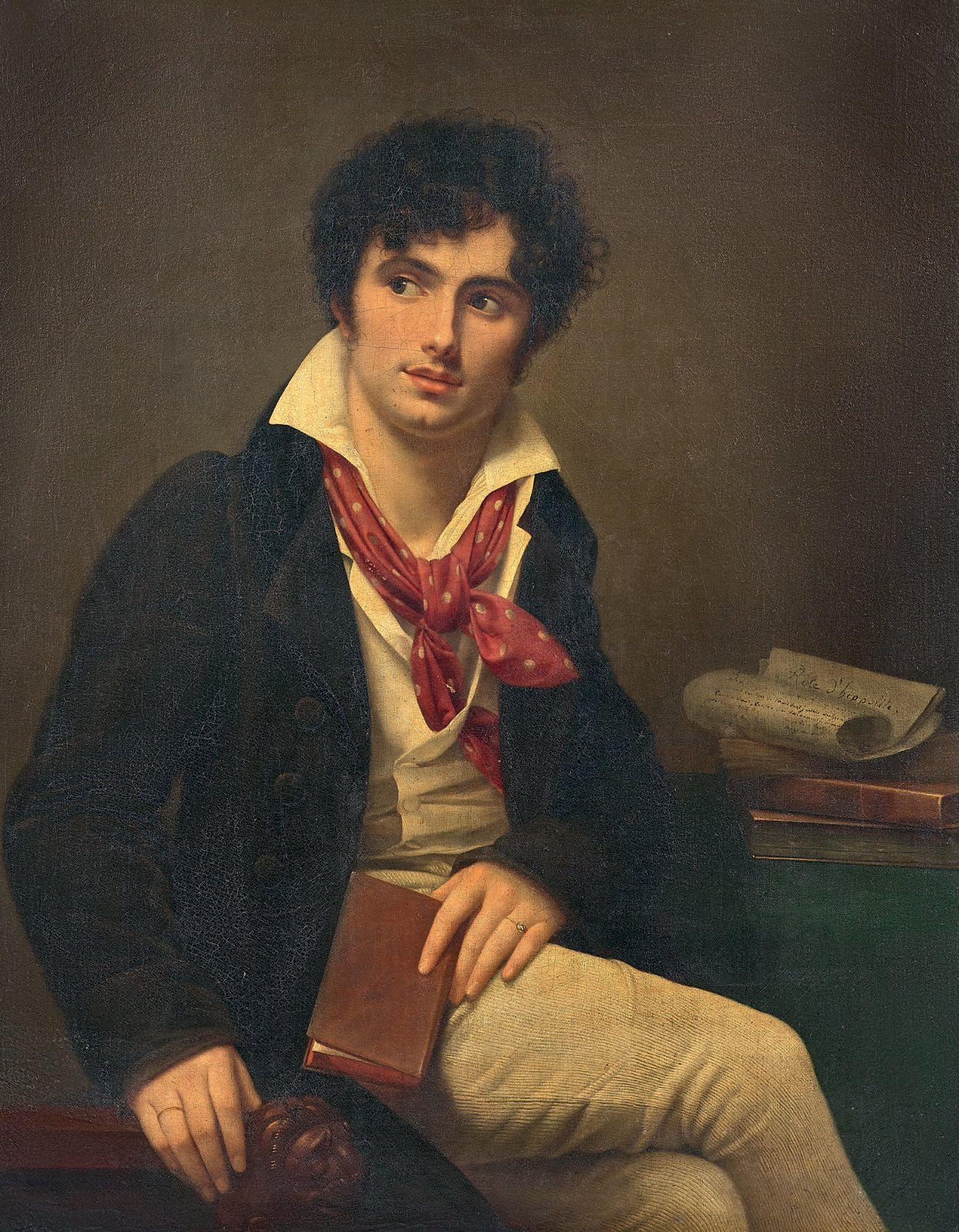
Портрет Пьера Мари Николя Мишело, 1807
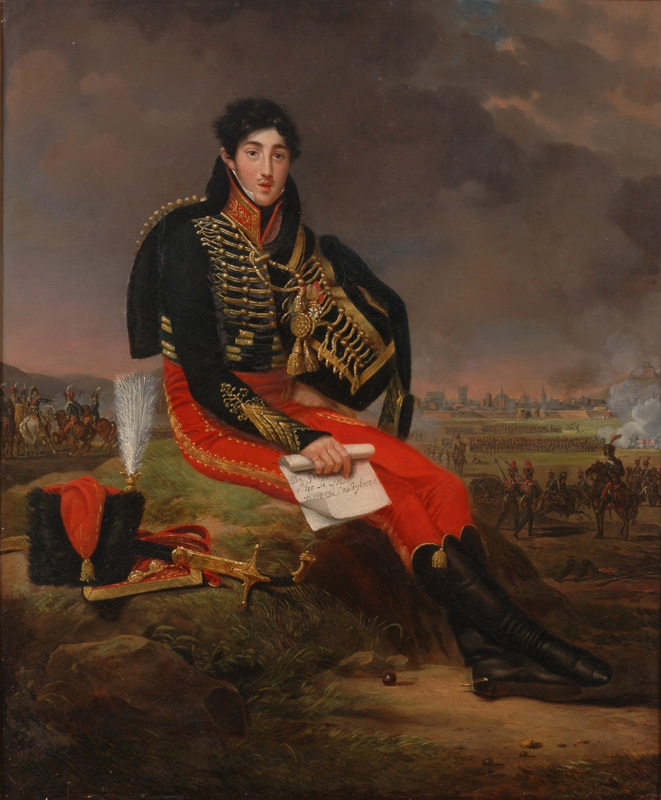
Портрет Альфонса де Шаваня, адъютанта маршала Ожеро
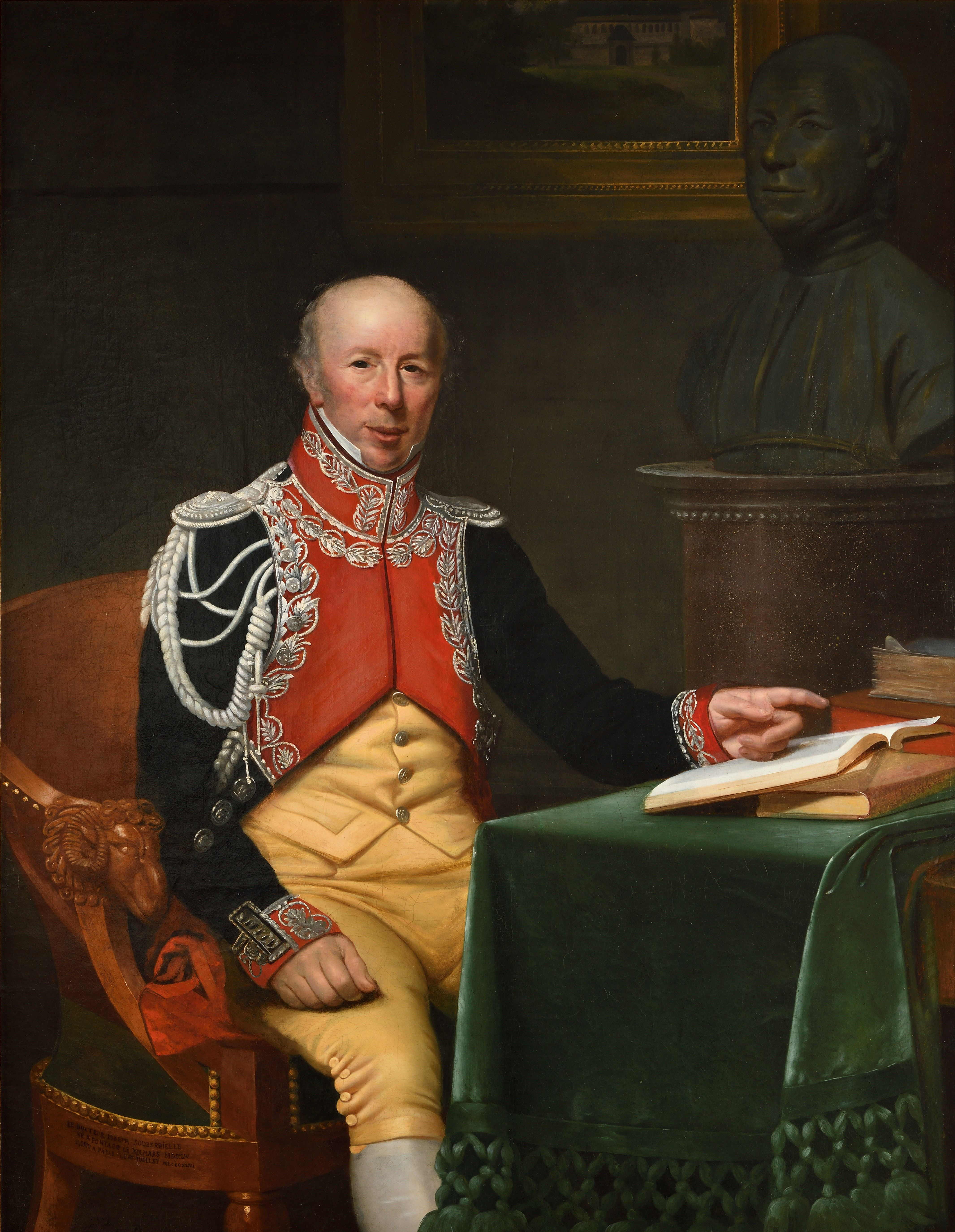
Портрет Жозефа Субербьеля, хирурга наполеоновской жандармерии
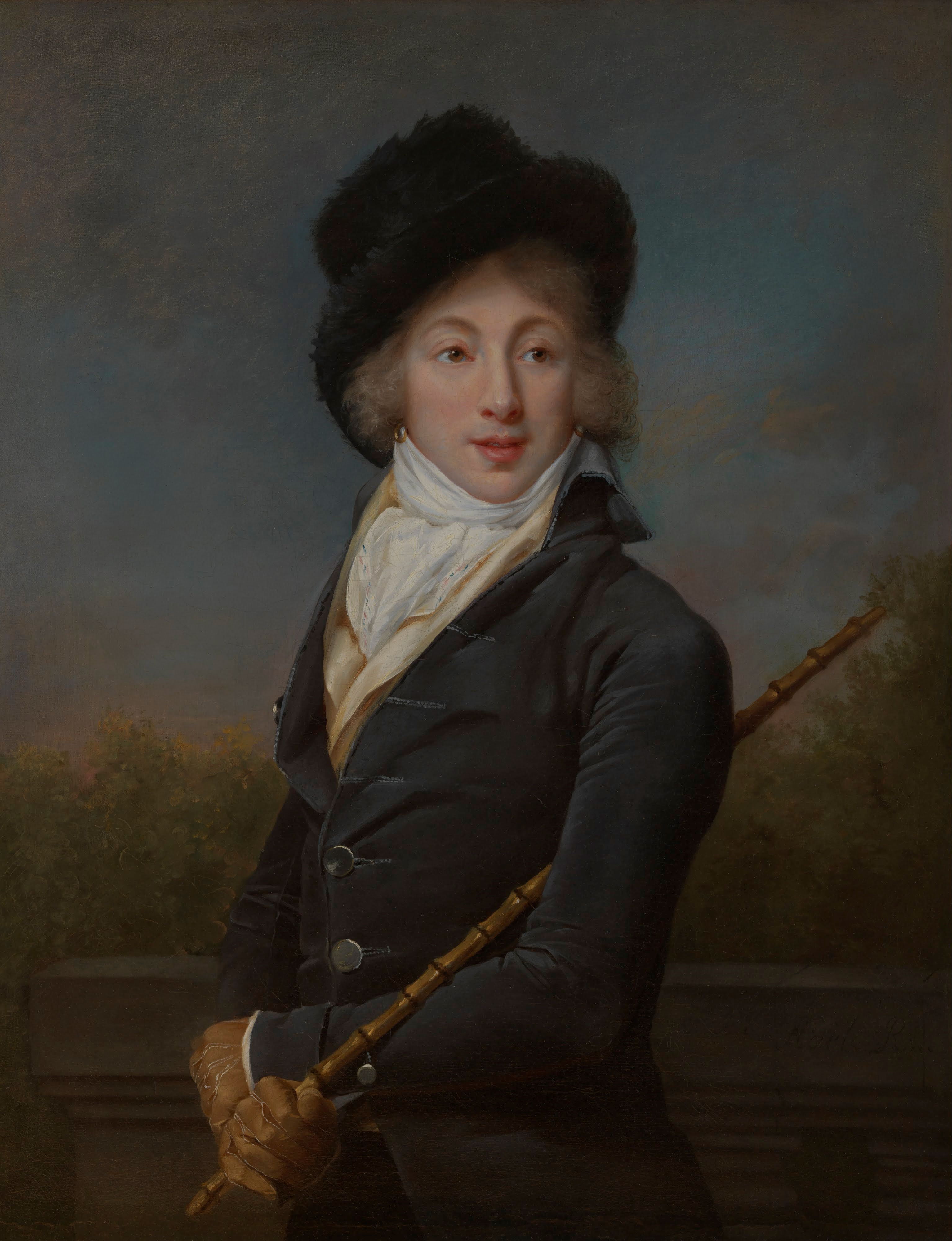
Портрет Огюста Вестриса, 1793, Художественный музей Род-Айлендской школы дизайна, Провиденс, штат Род-Айленд